# Aureocramboides
Aureocramboides là một chi bướm đêm thuộc họ Crambidae.